# Matěj Krsek
Matěj Krsek (Praga, 13 maggio 2000) è un velocista ceco, specializzato nei 400 metri piani.

## Biografia
Matěj Krsek ha maturato la sua prima esperienza internazionale al XIII Festival olimpico estivo della gioventù europea (EYOF) a Tbilisi nel 2015, dove ha vinto la medaglia d'argento nei 200 metri in 21,90 secondi. L'anno successivo è arrivato settimo ai  Campionati europei allievi 2016, ancora a Tbilisi, in 21,69 secondi. Nel 2018 ai Mondiali U20 di Tampere è arrivato in semifinale nei 400 m, dove è stato eliminato in 46.59, mentre è arrivato quinto con la staffetta ceca 4x100 m in 39.75. L'anno successivo è arrivato quarto ai Campionati europei U20 di Borås, in Svezia, in 46.37 secondi ed è stato squalificato nella staffetta 4x100m nelle manche, ma ha vinto la medaglia d’argento nella staffetta 4x400m 3:08.50. Alle World Athletics Relays 2021 a Chorzów, in Polonia, ha corso la finale nella staffetta mista con un tempo di 3:21.05 minuti. A luglio è stato eliminato agli Europei U23 di Tallinn con 47.18 s in semifinale sui 400 metri e ha corso la staffetta con 3:09.79 min la finale. L'anno successivo chiude ai Mondiali di Eugene con il nuovo record nazionale di 3:01.63 in finale all'ottavo posto con la staffetta e poi si ritira agli Europei di Monaco con 45.92 s in semifinale nei 400 metri e ottiene nella staffetta il tempo di 3:01.82 min, piazzandosi al sesto posto.
Batte il suo record personale indoor per diventare finalista ai Campionati europei indoor 2023.
Nel 2020-2022, Krsek è stato il campione ceco nei 400 metri.

## Record
- 200 metri: 20,94 s (0,0 m/s), 18 luglio 2020 a Kladno
- 200 metri (indoor): 21.54 s, 9 febbraio 2019 a Lipsia
- 400 metri: 45,55 s, 25 giugno 2022 a Hodonín
- 400 metri (al coperto): 46.77s, 24 febbraio 2019 a Praga (record ceco U20)

## Palmarès
| Anno | Manifestazione  | Sede     | Evento        | Risultato   | Prestazione | Note                          |
| ---- | --------------- | -------- | ------------- | ----------- | ----------- | ----------------------------- |
| 2022 | Europei         | Monaco   | 4×400 m       | 6º          | 3'01"82     |                               |
| 2023 | Europei indoor  | Istanbul | 400 m piani   | 5º          | 46"48       |                               |
| 2023 | Giochi europei  | Chorzów  | 4x400 m mista | Oro         | 3'12"34 m   | [ 1 ]                         |
| 2023 | Mondiali        | Budapest | 400 m piani   | Batteria    | 45"99       |                               |
| 2023 | Mondiali        | Budapest | 4×400 m       | Batteria    | 3'00"99     | Record nazionale              |
| 2023 | Mondiali        | Budapest | 4×400 m mista | Bronzo      | 3'11"98     | Record nazionale              |
| 2024 | Mondiali indoor | Glasgow  | 400 m piani   | 6º          | 46"67       |                               |
| 2024 | Mondiali indoor | Glasgow  | 4×400 m       | Batteria    | dnf         |                               |
| 2024 | World Relays    | Nassau   | 4×400 m       | Batteria    | 3'06"86     |                               |
| 2024 | Europei         | Roma     | 400 m piani   | Batteria    | 46"69       |                               |
| 2024 | Europei         | Roma     | 4x400 m mista | 6ª          | 3'14"24     |                               |
| 2024 | Giochi olimpici | Parigi   | 400 m piani   | Ripescaggio | 45"53       | Miglior prestazione personale |
| 2025 | Mondiali indoor | Nanchino | 400 m piani   | Batteria    | 46"76       |                               |